# Андреевка (Сакмарский район)
Андреевка — село в Сакмарском районе Оренбургской области России. Входит в состав Белоусовского сельсовета.

## География
Село находится в центральной части Оренбургской области, в степной зоне, на правом берегу реки Гусихи, на расстоянии примерно 46 километров (по прямой) к северо-западу от села Сакмары, административного центра района. Абсолютная высота — 269 метров над уровнем моря.
Климат
Климат характеризуется как умеренно континентальный с продолжительной морозной зимой и относительно коротким жарким сухим летом. Абсолютный максимум температуры воздуха составляет 43 °C; абсолютный минимум — −45 °C. Среднегодовое количество атмосферных осадков составляет 336 мм. Устойчивый снежный покров формируется в конце ноября и держится в течение 120—140 дней.
Часовой пояс
Село Андреевка, как и вся Оренбургская область, находится в часовой зоне МСК+2. Смещение применяемого времени относительно UTC составляет +5:00.

## Население
| 2010 |
| ---- |
| 0    |